# Drosophila albincisa
Drosophila albincisa är en tvåvingeart som beskrevs av Johannes Cornelis Hendrik de Meijere 1911. Drosophila albincisa ingår i släktet Drosophila och familjen daggflugor.
Artens utbredningsområde är Java.